# Arroio Yerbal Grande
O arroio Yerbal Grande é um arroio do Uruguai que banha o departamento de Treinta y Tres. Sua nascente é o Coxilha Grande, e sua foz é o rio Olimar, possui comprimento de 80 km.